# Äggrundet
Äggrundet is een van de eilanden van de Lule-archipel. Het eiland ligt in de Fjuksöfjord en ligt alleen. Er ligt binnen een straal van drie kilometer is geen ander eiland. Het eiland ligt op een vogeltrekroute. Het heeft geen oeververbinding en is onbebouwd. De naam kan op twee manieren worden uitgelegd:
- van ägg, ei – Er lagen hier voor toenmalige vissers voldoende eieren om te rapen.
- van äga, bezitten – Het eiland is een paar keer in andere handen overgegaan, in 1880 aan de firma Thulin uit Luleå.

De Lule-archipel ligt in het noorden van de Botnische Golf en hoort bij Zweden.